# Nanabush
Nanabush, Michabo eller Gluskap var en skapelsegud och uppfinnare i mytologin hos Algonkinindianerna i Nordamerika, känd som ”den stora haren”.
Efter att ha överlevt en störtflod återskapar Nanabush jorden. Han betraktas som ett andeväsen som är fyllt av skaparkraft men också kan uppträda som narr.